# Petropavlovka (oblast de Tcheliabinsk)
Petropavlovka (Петропа́вловка) est un village en Russie situé dans l'Oural du Sud, dans le raïon de Koussa de l'oblast de Tcheliabinsk. Il fait partie de la municipalité rurale du même nom.  
Le village abrite environ 900 foyers ; il possède une école, deux jardins d'enfants, un petit dispensaire hospitalier, une poste, sept magasins, une scierie, une boulangerie industrielle et une fabrique de spiritueux.

## Histoire
Une fabrique de céramique (plus tard briqueterie aussi) est fondée ici en 1849 par le marchand Lagoutine et un moulin à eau y fonctionne. En 1859, la fabrique est transformée en distillerie. En 1864, la fabrique est rachetée par les frères Zlokazov, marchands ouraliens concurrents du « roi de la vodka », A.F. Poklevski-Kozell. Les frères Zlokazov sont issus de l'usine de Kasli. Ils accumulent un capital conséquent et se hissent dans la société, devenant de grands entrepreneurs de l'Oural de la seconde moitié du XIXe siècle au début du XXe siècle. Ils fondent la maison de négoce « Frères Zlokazov » et possèdent plusieurs entreprises, une meunerie industrielle, des fabriques de tissu et une flottille à vapeur.
Ils agrandissent l'usine de Petropavlovka, achètent de l'équipement à l'étranger et commencent à produire de l'alcool rectifié (alimentaire) de haute qualité. Avant la révolution, la productivité de l'usine était de 88 000 tonneaux par an. Pendant la Première Guerre mondiale, l'usine travaille pour les besoins de la défense. Le père du futur maréchal soviétique Boris Chapochnikov était employé de bureau dans cette usine et le jeune Boris passa sa prime jeunesse dans ce village. À l'époque soviétique, l'usine continue son activité. Mais en 2005 l'usine « Rosspirtprom » est fermée et ses machines démontées.

## Géographie
le village s'étend sur la rive droite de la rivière Aï à l'endroit où se jette son affluent, la Bolchaïa Archa. Surplombant le village, l'on peut admirer la roche Tchertov Palets, d'où l'on découvre un panorama remarquable des environs.
Non loin de la confluence de l'Aï et de la Bolchaïa Archa, les archéologues ont découvert sur la rive droite de l'Aï un site de l'époque néolithique et un habitat de l'âge de fer.
Le petit village de Staraïa Archa se trouve à 1,5 km sur la rive gauche..

## Population
Recensements (*) ou estimations de la population
| 2002* | 2010* | - | - |
| ----- | ----- | - | - |
| 1 681 | 1 393 | - | - |